# Von Roll
Von Roll är ett schweiziskt företag, numera verksamt huvudsakligen inom områdena isolations- och kompositmaterial. 

## Historik
- Runt 1805 anlades en masugn i byn Gänsbrunnen i en juradal ca. 10 km väster om Balsthal.
- År 1810 övertog ett bolag runt officeren och politikern Ludwig von Roll från Solothurn masugnen. Man byggde flera järnverk i Jurabergen och i Gerlafingen och år 1823 grundades Ludwig von Rollsche Eisenwerke.
- Företaget bedrev länge järnhantering i Schweiz. Den verksamheten hämtade sig dock aldrig från lågkonjunkturen under 1970-talet.
- År 1987 övertog man Schweizerische Isolawerke i Breitenbach, en tillverkare av isolationsmaterial för elektroindustrin. Genom ytterligare företagsköp blev detta med tiden företagets huvudverksamhet.
- Mellan 1996 och 2003 sålde von Roll sina återstående järnverk.
- År 2016 hade företaget 1703 medarbetare i 14 länder.

### Bergbanor
Företaget konstruerade även bergbanor och skidliftar. Denna division såldes 1996 till det österrikiska företaget Doppelmayr. Von Roll konstruerade Skansens bergbana och Åre bergbana.

## Weblänkar
- vonRolls hemsida på engelska